# Траубенберг, Михаил Михайлович
Михаил Михайлович Траубенберг (Michael Johann Rausch von Traubenberg; 1722—1772) — генерал-майор русской императорской армии, участник Семилетней войны 1756—1763 годов. Занимал различные военные посты в Оренбургской губернии. С убийства Траубенберга берёт начало Яицкое казачье восстание 1772 года и Пугачёвское восстание 1773—1775 годов.

## Биография
Лифляндский дворянин из рода Рауш фон Траубенберг. 1 ноября 1770 года награждён орденом св. Георгия 4-й степени за выслугу 25 лет в офицерских чинах. В 1772 году был направлен в Яицкий городок для расследования отказа яицких казаков подчиниться приказу отправиться в погоню за калмыками, откочевавшими в 1771 году из междуречья Волги и Яика в Западный Китай.
К этому моменту в яицком войске обострились разногласия между основной «войсковой» и старшинской сторонами, раскол на которые произошёл с 1730-х годов. Приняв безоговорочно сторону верных правительству старшин, Траубенберг приказал арестовать вернувшуюся из Петербурга делегацию челобитчиков во главе с сотником Кирпичниковым, а также провести экзекуцию для наиболее протестовавших казаков.
11 января ст.ст. Траубенберг начал переговоры с представителями «непослушной», «войсковой» стороны. Те отказались что-либо делать до тех пор, пока из-под ареста не будут выпущены ранее задержанные казаки. Переговоры закончились безрезультатно.
12 января ст.ст., у дома казака М. Толкачева был созван Круг. Сотники Иван Кирпичников и Афанасий Перфильев предложили ещё раз обратиться к генералу Траубенбергу с просьбой сместить старшин и на следующее утро пойти к Траубенбергу мирной процессией, со священниками, иконами, с семьями, чтобы убедить генерала в отсутствии желания воевать и попросить его поверить Войску. На Круге мнения разделились, но тем не менее большинство приняло решение идти.
Утром 13 января ст.ст. у дома Толкачева собралась масса казаков с семьями (очевидцы называют число от 3 до 5 тысяч человек). Отсюда казаки отправились в Петропавловскую церковь, где был отслужен молебен. Затем, с образами и пением молитв, процессия медленно двинулась по главной улице города на юг, к Михайло-Архангельскому (Старому) собору и Войсковой канцелярии.
Пройдя часть пути, манифестанты ещё раз направили к капитану Дурново своих представителей — казака Шигаева и священника Васильева. Они передали просьбу к Траубенбергу — уехать с солдатами из города по-мирному. Переговоры опять закончились ничем. Капитан Дурново обещал (выгадывая время для подхода новых воинских команд), что войска и Траубенберг скоро уедут из города, но вместе с тем подтвердить это публично всем собравшимся казакам отказался.
Перед площадью Старого собора были поставлены пушки. За пушками выстроились с ружьями наизготовку рота драгун и около 200 вооруженных сторонников атамана Тамбовцева П. В.
Когда процессия, с пением молитв, неся впереди большую и почитаемую икону Богородицы, снова медленно двинулась вперед, Траубенберг приказал солдатам отряда во главе с капитаном гвардии Сергеем Дурново открыть по толпе огонь картечью из пушек в упор. Затем дали залп из мушкетов драгуны.
Сразу же погибло более 100 человек — мужчин, женщин, детей. Раненых было существенно больше. Часть процессии стала разбегаться и прятаться в домах по сторонам улицы, другие помчались к себе домой за оружием, третьи даже безоружные остались на месте.
С боковой улицы появился отряд около 500 вооруженных казаков. Он быстро рассыпался по казачьим домам и открыл ответный огонь из-за укрытий и с крыш. Стрельба велась по артиллеристам и вскоре их большинство либо перебили, либо разогнали.
Затем казаки, как вооруженные, так и безоружные, смело атаковали позицию артиллерии. Сначала они захватили одну пушку, а вскоре — все остальные. Позиция была прорвана. Драгуны за пушками дрогнули и панически побежали. За ними побежали и казаки «старшинской партии». Очевидцы рассказывали, что казаки развернули захваченные пушки и дали несколько выстрелов. При этом, вероятно из-за слишком больших положенных зарядов или по другой причине, 2 пушки разорвались. Безоружные казаки схватили брошенные драгунами ружья.
Генерал Траубенберг с офицерами и атаман Тамбовцев со своими сторонниками пытались укрыться в каменном доме С. Тамбовцева, но казаки и «несколько баб и девок с дреколием» догнали их. Траубенберг попытался спрятаться под крыльцо, его достали, зарубили саблями и бросили на мусорную кучу. Были убиты атаман П. Тамбовцев, старшины Митрясов, Колпаков, С. Тамбовцев, капитан Долгополов, поручик Ащеулов, 6 солдат. Ранены и попали в плен капитан Дурново, поручик Скипин, старшина Суетин, 25 драгун. Остальные драгуны попали в плен невредимыми. Из 200 «послушных» казаков убито 40 человек, ранено 20. Потери «непослушных» казаков неизвестны.
На Круге вечером 13 января ст. ст. было сформировано новое руководство Яицким Войском. Было решено не выбирать Войскового Атамана. Вместо него избрана коллегия из 3-х Войсковых поверенных. Поверенными стали Василий Трифонов, Терентий Сенгилевцев и Андрей Лабзенев..